# Havanasyndroom
Het Havanasyndroom is een reeks klinische tekenen en symptomen zoals die zijn gemeld door medewerkers van de Amerikaanse en Canadese ambassade in Havana die dateren van eind 2016 en daarna in enkele andere landen, waaronder de Verenigde Staten.  Het syndroom betreft het horen van vreemde rommelgeluiden, gehoorverlies, misselijkheid, hoofdpijn en geheugenverlies.
Donald Trump beschuldigde in 2017 Cuba van het plegen van niet nader gespecificeerde aanvallen die deze symptomen zouden veroorzaken. Als reactie op de veronderstelde aanvallen hebben de VS het personeel op hun ambassade tot een minimum teruggebracht. In 2018 meldden Amerikaanse diplomaten in China problemen die vergelijkbaar waren met die in Cuba. Ook undercover CIA-agenten die in andere landen samenwerkten met partneragentschappen om Russische geheime operaties tegen te gaan meldden klachten als bij het Havanasyndroom.
Later onderzoek van de getroffen diplomaten in Cuba, zoals gepubliceerd in het tijdschrift JAMA in 2018, vond bewijs dat de diplomaten een vorm van hersenletsel hadden opgelopen, maar kon de oorzaak van het letsel niet bepalen. Hoewel er onder experts geen consensus bestaat over de oorzaak van de symptomen, stelt een co-auteur van de JAMA-studie microgolfwapens als "een hoofdverdachte" voor het fenomeen. De deskundigencommissie van de Amerikaanse National Academies of Sciences, Engineering and Medicine concludeerde in december 2020 dat microgolfenergie (in het bijzonder gerichte gepulseerde RF-energie) "het meest plausibele mechanisme lijkt te zijn om deze gevallen te verklaren onder de gevallen die de commissie in overweging nam", maar ook "elke mogelijke oorzaak blijft speculatief." De Amerikaanse inlichtingendiensten hebben geen consensus of formele vaststelling bereikt over de oorzaak van het Havanasyndroom, maar niet nader genoemde bronnen in de inlichtingendienst en zowel de regering-Trump als -Biden hebben in de pers vermoedens geuit dat de Russische militaire inlichtingendienst verantwoordelijk is.
Het meest recent gerapporteerde incident vond plaats op de Amerikaanse ambassade in Hanoi (Vietnam) op 24 augustus 2021. Het vliegtuig van de Amerikaanse vicepresident Kamala Harris (Air Force Two) werd verschillende uren opgehouden door de melding van een, zoals de Amerikanen het omschrijven, 'anomalous health incident'. Volgens CNN gaat het dan meestal om het Havanasyndroom. Na enkele uren werd geoordeeld dat de reis vanuit Singapore door kon gaan naar Hanoi.
Anno 2023 concludeerden de Amerikaanse inlichtingendiensten, dat het hoogst onwaarschijnlijk is, dat een vijandige instantie achter het syndroom zit. Het gaat vrijwel zeker om normale medische problemen of  suggestie